# Strator
Strator (lat. Pferdehalter) bezeichnete ursprünglich eine Art Reitknecht in römischen Kavallerieeinheiten. Dieser war auch beim römischen Marschlager für die Einrichtungen von Ställen und den Transport der Verpflegung des Pferdes zuständig. Im Mittelalter war der Stratordienst ein Akt der rituellen Selbstdemütigung, bei der der zu Fuß gehende Strator einer reitenden höhergestellten Person über eine bestimmte Strecke das Pferd am Zügel führte.
Im 11. und 12. Jahrhundert bildete der vom Kaiser zu erbringende Stratordienst neben dem Fußkuss ein zentrales Element bei der Begegnung mit dem Papst. 1155 kam es zum Eklat, als Barbarossa Papst Hadrian IV. den Stratordienst verweigerte.